# Острво Мадеира
Острво Мадеира је главно и највеће острво архипелага Мадеира, аутономне регије Португала, на северозападној обали Африке. На острву живи око 250.000 становника, како Португалаца тако и некадашњих туриста, највише Енглеза и Немаца. Површине је 741 км2, дужине 57 км и ширине 22 км. Главни и највећи град је Фуншал. Користи се португалски језик.

## Назив
Мадеира, које локално становништво изговара Мадера, као и многи други широм света, на португалском значи дрво, по ловоровим шумама којима је пре насељавања била прекривена, а које су колонисти готово потпуно спалили, да би земљиште користили за пољопривреду и градњу кућа. Због климе и бујног растиња острво је познато и као рајско, острво цвећа, дуге, вечног пролећа, као европски Хаваји, цветна башта итд.

## Положај острва
Налази се у Атлантском океану, 978 км југозападно од Лисабона и знатно је ближа Африци него Европи.

## Рељеф
Острво је вулканског порекла и настало је пре пет до седам милиона година, па се у геолошком смислу убраја у млађе. Избијање лаве престало је пре око шест миленијума. Преовладавају магматске стене, планински висови, усеци, клисуре и стрме литице уз океан. Тло је испресецано левадама, системом камених канала који прикупљају кишницу за наводњавање. Мадеира има атрактивне плаже са чистом, мирном водом, а посебно се издваја Калета.

## Клима
Клима је суптропска. Захваљујући голфској струји, лета су пријатно топла, а зиме благе. Међутим, забележене су и ретке, али снажне олује праћене поплавама, попут оне која је 2010. године однела 40 живота. Просечна температура износи 22 степена лети и 18 степени зими, што значи да влада вечно пролеће.

## Биљни и животњски свет
Поред ароматичних шума еукалиптуса и остатака ловора, винове лозе, тропског воћа и поврћа, острво обилује великим бројем врста цвећа. Највише је азалеја, камелија, мимоза, орхидеја, амарилиса, а наранџасти цвет, такозвана рајска птица, сматра се симболом Мадеире.
Од воћа, осим чувеног грожђа, ту су банане, манго, папаја, авокадо, четири врсте маракује, пљосната суринамска трешња, плод филодендрона који је мешавина укуса ананаса и банане, хибрид јабуке и банане итд. Област која захвата две трећине унутрашњости проглашена је природним парком и препозната као један од драгоцених светских биогентеичких резервата. Шума Фанал део је Унескове светске баштине, како због атрактивног изгледа, тако и због еколошког значаја.
На Мадеири се налази неколико ботаничких вртова. У Фуншалу су два главна: Madeira Botanical Garden, са 2.500 егзотичних биљака и Monte Palace Tropical Gardens.
Око острвских клифова током целе године видљиви су разни морски сисари: неколико врста делфина и китова. Острво је идеално место за посматрање морских и копнених птица, међу којима су многе јединствене или врло ретке попут зебе (Fringilla coelebs madeirensis), поточне плиске (Motacilla cinerea schmitzi), мале бурнице с Мадеире (Pterodroma Madeira) и других ендемских врста.

## Привреда
Колонисти су углавном производили пшеницу и бавили се сточарством и риболовом, а онда су, први у Европи, узгајали шећерну трску и, пошто је шећер био веома скуп, трговина овом намирницом омогућила је убрзан економски развој.  Потом је превагнуло виноградарство. Данас Мадеирани готово искључиво живе од туризма. Портал World Travel Awards  годинама њихово острво проглашава за светску туристичку дестинацију број 1.
Туристима, у већини средовечним, на располагању је мноштво атракција попут левада шетњи, кањонинга, јееп сафари, посматрања китова, делфина и птица, вожњом жичарама и електричним ромобилима.
Инфраструктура на острву је добра, укључујући путеве. Путарина се не плаћа. Међународни аеродром у Фуншалу својевремено је био један од најризичнијих, али је сада писта продужена, и стављена на шипове. 
У част славном земљаку, једном од најбољих фудбалера на свету, рођеном у Фуншалу, међународни аеродром у овом граду од 2017. године зове се „Кристијано Роналдо”.

## Гастрономија и локална пића
Старо језгро Фуншала обилује ресторанима и тавернама који се снабдевају са изузетно богате пијаце. Преовлађују рибљи специјалитети. Најпознатија јела су espada од црних дагњи, којих има још само у јапанским водама, espetada (ражњићи с ловором и месом) и рибља чорба с вином caldeirada de peixe. Незаобилазан је запечени врући хлеб са маслацем и белим луком (Bolo do Caco). 
У целом свету познатно је локално вино „Мадера”, које се пије као аперитив, или уз десерт. Традиционално пиће од рума, меда и лимуна зове се ponchu.

## Историја
Мадеира се, као „Гримизно острво”, помиње још у записима старих Римљана, али је остало ненасељено све док га 1418. године није открио португалски капетан Жоао Конкалвес Зарко, да би већ следеће године тамо стигли први колонисти из сиромашних делова Португала. Крајем 19. века почели су да долазе богати странци, нарочито Енглези.
Острво је од 1807, до 1814. године било под управом Британије, која га је штитила од Наполеонових освајања и потом вратила Португалији. У Првом светском рату немачке подморнице овде  су потопиле више Антантиних бродова. Други светски рат, Мадеирани су успели да избегну.
Овде је изгнан и 1922. године умро последњи аустроугарски цар Карло Први. Сахрањен је у цркви Монте на Мадеири, високо изнад града, окруженој ботаничком баштом.

## Историјске знаменитости
У Фуншалу је чувена катедрала из 1551. године са сводом од кедровине и олтаром од чистог злата. Ту је и раскошна палата, некадашња зграда царине Алфандега у којој је данас смештена локална власт.
На централном тргу доминира статуа капетана Зарка, оснивача града.

## Занимљивости
Фуншал је домаћин највећег новогодишњег ватромета на свету који је доспео у Гинисову књигу рекорда. Веома је развијена улична уметност са мноштвом мурала, галерија на отвореном, а надалеко је позната локална народна радиност, нарочито вез.

## Референцe
1. 1 2 3  „Putovanje kroz Portugal (ali nije Saramagovo)”. B92.net (на језику: српски). 2017-10-10. Приступљено 2023-12-16.
2. ↑  „Madeira - priča jednog ostrva”. www.klubputnika.org. Приступљено 2023-12-15.
3. 1 2  „RTS :: Zanimljivosti :: Ostrvo mira među „oblacima rata“”. www.rts.rs. Приступљено 2023-12-15.
4. ↑  „Madera: letovalište koje liči na smak sveta – DW – 22. 2. 2010.”. dw.com (на језику: српски). Приступљено 2023-12-15.
5. 1 2 3 4  „Madeira - ostrvo iz mašte”. NOVOSTI (на језику: српски). Приступљено 2023-12-15.
6. 1 2  „Tropska bašta Atlantika: Portugalsko ostrvo Madeira - mesto gde živi duga”. National Geographic Serbia (на језику: српски). Приступљено 2023-12-15.
7. ↑  „Očaravajuća šuma stara 500 godina na ostrvu Madeira | City Magazine”. citymagazine.danas.rs (на језику: српски). 2020-03-25. Приступљено 2023-12-15.
8. 1 2 3  Be-Wide (2022-10-27). „10 најбољих ствари које треба урадити на острву Мадеира у 2023.”. Bonita da Madeira (на језику: српски). Приступљено 2023-12-15.
9. 1 2  „Madeira najbolje ostrvo u Evropi”. www.atvbl.rs (на језику: бошњачки). Приступљено 2023-12-15.
10. ↑  Ringier. „TESLINA "KONKURENCIJA" Aerodrom na Madeiri se od sada zove - Kristijano Ronaldo! /FOTO/”. Sportal (на језику: српски). Приступљено 2023-12-15.
11. ↑  kasadoo.com. „Pijaca u Funšalu”. KASADOO (на језику: српски). Приступљено 2023-12-16.
12. 1 2  https://kasadoo.com/sr/Portugalija/Ostrvo-Madeira/Znamenitosti/Pijaca-u-Funsalu
13. ↑  „RTS :: Zanimljivosti :: Ostrvo mira među „oblacima rata“”. www.rts.rs. Приступљено 2023-12-16.